# Falconet (trovatore)
Falconet (fl. XIII secolo) è il probabile nome di due trovatori o meglio joglars che scrissero in lingua occitana.
I - Falconet
Una tenzone composta insieme a un certo Taurel, sembra fornire la prova che questo Falconet frequentasse la corte di Bonifacio III, marchese del Monferrato.
Taurel a Falconet:
II - Falconet
Identificabile forse con uno dei due joglars chiamati Falcon che scambia versi in una tenso ingiuriosa con Gui de Cavaillon (l'altro Falcon compone un partimen con Guiraut Riquier). 
In effetti, quest'altro Falconet lo troviamo insieme a Fabre (o Faure) in Provenza a comporre una tenso, collocabile cronologicamente tra il 1204 e il 1218, dove viene nominato Gui de Cavaillon. Sin tratta di una  satira che prende di mira diversi signori, loro contemporanei, tanto mordace nell'espressione quanto singolare per la forma, nella quale si nota più arditezza che merito letterario. I due trovatori immaginano di giocarsi signori, quasi fosse una partita a dadi o carte, soppesandoli e attribuendo loro un valore in moneta in base alle loro possibili elargizioni.
Faure inizia il gioco:
Falconet risponde:
I poeti mettono in palio il signore di Berre, della casata dei Baux, uomo senza fede, gonfio d'orgoglio e ricco di beni male acquisiti, Guglielmo di Sabran che si è lasciato spogliare della contea di Forcalquier; Guglielmo di Baux, signore di Courtéson, e suo zio Raimondo di Mévoillon.
Non conosciamo il luogo di nascita, né l'epoca della morte degli autori di questa tenso, ma dalla scelta dei baroni posti in gioco, è facile dedurne che abitassero nei pressi della Durance, e che Faure, in  modo particolare, fosse nato nella contea di Forcalquier. Questa tenso venne composta dopo il trattato di pace concluso a Aix nel mese di maggio del 1204, a causa del quale Guillaume de Sabran perse la contea di Forcalquier, e d'altra parte, avrebbe dovuto precedere la morte di Guglielmo IV, principe d'Orange, che cadde vittima delle guerre di religione nel 1218.